# Eilema albicans
Eilema albicans är en fjärilsart som beskrevs av Butler 1882. Eilema albicans ingår i släktet Eilema och familjen björnspinnare. Inga underarter finns listade i Catalogue of Life.